# Crescita economica
La crescita economica, nell'economia, è un fenomeno o contesto macroeconomico, relativo soprattutto ai sistemi economici moderni, caratterizzato da un incremento nel medio-lungo termine dello sviluppo della società con aumento generalizzato del livello di variabili macroeconomiche quali ricchezza, consumi, produzione di merci, erogazione di servizi, occupazione, capitale, ricerca scientifica e innovazione tecnologica, contrapponendosi invece a situazioni opposte di stasi e crisi economica quali stagnazione e recessione. Nella contabilità nazionale, la crescita economica è identificata come variazione positiva del prodotto interno lordo rispetto al periodo precedente. Secondo la letteratura più recente, i meccanismi principali che influenzano il potenziale di crescita di un sistema economico comprendono: la qualità delle istituzioni, i sistemi valoriali della popolazione e la fluidità con cui la concorrenza può concretizzare il processo di distruzione creativa (teorizzato da Schumpeter), dirottando le risorse da imprese meno produttive ed efficienti verso quelle più produttive e alla frontiera tecnologica.

## Descrizione
In economia, la teoria della crescita esogena attribuisce la crescita economica nel lungo periodo al progresso tecnico dovuto ad innovazione tecnologica che non dipende da altre variabili economiche, definendola appunto «esogena».
Nel 1963 Nicholas Kaldor elencò alcune di quelle che a suo giudizio sembravano essere delle regolarità empiriche sufficientemente diffuse e generali del processo di crescita:
1. Il tasso di crescita del livello del reddito procapite tende a mantenersi costante e non manifesta significative tendenze al declino secolare.
2. Anche il livello del capitale procapite tende a crescere nel tempo: i tassi di crescita del capitale e del prodotto tendono ad essere all'incirca uguali.
3. I saggi di rendimento reali sul capitale sembrano essere sufficientemente stabili e quasi costanti nel lungo periodo.
4. Il rapporto tra capitale fisico e prodotto tende a mantenersi costante.
5. Le quote dei due principali fattori produttivi, capitale e lavoro, sul reddito nazionale sembrano anch'esse molto stabili.
6. I saggi di crescita del prodotto procapite sembrano mostrare una significativa e stabile differenza tra le varie economie.

Queste regolarità sono state oggetto di una vasta letteratura di ricerca storica ed empirica (cfr. ad esempio Maddison 1982; Denison 1974; Dougherty 1991; Young 1994;) e sembrano in buona parte ancor oggi valide.
La teoria della crescita esogena è coerente con le prime 5 regolarità empiriche ma non con la sesta.

## Fattori che influenzano la crescita economica
I tassi di crescita economica dei paesi sono comunemente confrontati utilizzando il rapporto tra PIL e popolazione (PIL pro capite).
Gli aumenti della produttività del lavoro (il rapporto tra il valore della produzione e l'input del lavoro) sono stati definiti storicamente la fonte più importante di crescita economica reale pro capite.
In una famosa stima, il professor Robert Solow ha concluso che il progresso tecnologico ha rappresentato l'80% dell'aumento a lungo termine del Pil pro capite degli Stati Uniti, con un aumento degli investimenti in capitale che spiega solo il restante 20%.
Molte analisi teoriche ed empiriche della crescita economica attribuiscono un ruolo importante al livello di capitale umano di un paese, definito come le competenze della popolazione o della forza lavoro. Il capitale umano è un fattore importante per la crescita economica, tuttavia può valere solo se quella popolazione è sana e ben nutrita, per cui anche la salute è fortemente correlata alla crescita economica.
C'è inoltre una stretta correlazione tra crescita economica e tasso di emissioni di anidride carbonica in tutte le nazioni, anche se esiste una notevole divergenza nell'intensità di carbonio (emissioni di carbonio per PIL). Ciò pone preoccupazioni per gli effetti ambientali negativi della crescita che hanno spinto alcune persone a sostenere livelli di crescita più bassi, o l'abbandono della crescita del tutto.  Le teorie economiche energetiche sostengono che i tassi di consumo energetico e di efficienza energetica sono legati alla crescita economica. Il Garrett Relation sostiene che c'è stata una relazione fissa tra gli attuali tassi di consumo energetico globale e l'accumulazione storica del PIL mondiale, indipendentemente dall'anno considerato. Ne consegue che la crescita economica, rappresentata dalla crescita del PIL, richiede tassi più elevati di crescita dei consumi energetici.

## Teorie della crescita
I principali modelli di teoria della crescita esogena sono:
- Modello di Solow-Swan.
- Modello di Ramsey.
- Modello di Cass-Koopmans.

### Modello di Solow-Swan
Il modello matematico di Solow attraverso cui l'autore, l'economista statunitense Robert Solow, ha ottenuto il premio Nobel nel 1987 sebbene non sia corretto per quanto riguarda il risultato empirico (6), rappresenta un punto di partenza su cui successivamente si sono costruiti modelli matematici di crescita endogeni in cui tale risultato empirico risulta coerente.
Per l'identità fondamentale della contabilità nazionale se Y indica il PIL, C il consumo privato, I l'investimento privato e G gli acquisti pubblici di beni e servizi si ha:
{\displaystyle Y=C+I+G}
ma siccome la spesa pubblica può essere divisa in investimento e beni di consumo si ha:
{\displaystyle Y=C^{TOT}+I^{TOT}} .
Il risparmio è invece la parte di reddito non destinata al consumo ma investita dalle famiglie pertanto:
{\displaystyle S^{TOT}=Y-C^{TOT}}
Quindi in una economia chiusa priva di esportazioni si ha la seguente identità contabile:
{\displaystyle (1)\quad S_{t}=I_{t}}
In una economia aperta invece si deve tenere conto delle esportazioni nette ma il modello di Solow riguarda le economie chiuse.
Da considerazioni empiriche il modello ipotizza che il tasso di risparmio sia costante, cosa assolutamente vera per gli Stati Uniti dove s risulta uguale al 20\% del PIL dal 1930 al 1990. Pertanto si ha la seguente equazione:
{\displaystyle (2)\quad S_{t}=sY_{t}}
La terza equazione del modello considera che il capitale dell'anno successivo è uguale al capitale dell'anno precedente a cui viene sottratto il capitale che si è logorato al tasso di ammortamento {\displaystyle \tau } e aggiunto il capitale relativo ai nuovi investimenti:
{\displaystyle (3)\quad K_{t+1}=K_{t}(1-\tau )+I_{t}}
La quarta equazione del modello ipotizza che la popolazione N cresca al tasso n:
{\displaystyle (4)\quad N_{t+1}=N_{t}(1+n)}
La quinta equazione introduce una nuova variabile Q che indica il progresso tecnico che rappresenta l'accumulazione di conoscenze e pone anche in tal caso che cresca al tasso a:
{\displaystyle (5)\quad Q_{t+1}=Q_{t}(1+a)}
La sesta equazione ipotizza che vi sia piena occupazione:
{\displaystyle (6)\quad N_{t}=L_{t}}
La settima e ultima equazione è la funzione di Cobb-Douglas che rappresenta l'evidenza empirica secondo cui se {\displaystyle 1-\alpha } è la percentuale del PIL destinata alla remunerazione del lavoro, allora {\displaystyle \alpha } è la percentuale destinata al capitale allora si ha:
{\displaystyle (7)\quad Y_{t}=AK_{t}^{\alpha }(Q_{t}L_{t})^{1-\alpha }}
La costante A garantisce la coerenza tra le unità di misura presenti nella funzione Cobb Douglas.
Dividendo la (3) per {\displaystyle N_{t}Q_{t}} e sostituendo in essa la (1), la (2) e la (7) si ottiene:
{\displaystyle {\dfrac {K_{t+1}}{N_{t+1}Q_{t+1}}}{\dfrac {N_{t+1}Q_{t+1}}{N_{t}Q_{t}}}={\dfrac {K_{t}(1-\tau )}{N_{t}Q_{t}}}+{\dfrac {sAK_{t}^{\alpha }}{N_{t}Q_{t}}}}
che risulta uguale a:
{\displaystyle {\dfrac {K_{t+1}}{N_{t+1}Q_{t+1}}}={\dfrac {K_{t}(1-\tau )}{N_{t}Q_{t}(1+a+n)}}+{\dfrac {sAK_{t}^{\alpha }}{N_{t}Q_{t}(1+a+n)}}}
Si ha crescita quando:
{\displaystyle {\dfrac {K_{t+1}}{N_{t+1}Q_{t+1}}}={\dfrac {K_{t}(1-\tau )}{N_{t}Q_{t}(1+a+n)}}+{\dfrac {sAK_{t}^{\alpha }}{N_{t}Q_{t}(1+a+n)}}>{\dfrac {K_{t}}{N_{t}Q_{t}}}}
Risolvendo la disequazione esponenziale si ottiene:
{\displaystyle {\dfrac {K_{t}}{N_{t}Q_{t}}}<\left({\dfrac {sA}{a+n+\tau }}\right)^{\frac {1}{1-\alpha }}}
Il secondo membro della disequazione è lo stato stazionario a cui converge il capitale crescendo se il capitale iniziale è minore di esso, se invece il capitale iniziale è maggiore dello stato stazionario il capitale converge ad esso decrescendo.
Si nota che mentre che il tasso di risparmio e quindi gli investimenti fanno aumentare il valore dello stato stazionario, il tasso di ammortamento, il tasso di crescita della popolazione ed il tasso relativo al progresso tecnico lo fanno diminuire. Ciò accadrebbe prima che si raggiunga lo stato stazionario. Quindi prima che si raggiunga lo stato stazionario secondo il modello di Solow un aumento degli investimenti fa crescere l'economia.
Quando il sistema economico dell'economia chiusa raggiunge lo stato stazionario risulta:
{\displaystyle {\dfrac {K_{t}}{N_{t}Q_{t}}}={\dfrac {K_{t+1}}{N_{t+1}Q_{t+1}}}={\dfrac {K_{t+1}}{N_{t}Q_{t}(1+a+n)}}}
il sistema economico crescerà quindi ad un tasso costante pari al tasso di incremento della popolazione più il tasso di crescita dell'efficienza del lavoro. In pratica secondo il modello sarà il progresso tecnico a far crescere l'economia cioè:
{\displaystyle {\dfrac {K_{t+1}}{N_{t+1}Q_{t+1}}}={\dfrac {K_{t}}{N_{t}Q_{t}}}+(a+n){\dfrac {K_{t}}{N_{t}Q_{t}}}}
Analogamente per il PIL essendo {\displaystyle Y_{t}=AK_{t}^{\alpha }} si ha:
{\displaystyle {\dfrac {Y_{t+1}}{N_{t+1}Q_{t+1}}}={\dfrac {Y_{t}}{N_{t}Q_{t}}}+(a+n){\dfrac {Y_{t}}{N_{t}Q_{t}}}}
Nello stato stazionario il PIL procapite sarà:
{\displaystyle {\dfrac {Y_{t}}{N_{t}}}=AQ_{t}\left({\dfrac {sA}{a+n+\tau }}\right)^{\frac {\alpha }{1-\alpha }}}
quindi in base al modello il PIL procapite dovrebbe crescere se aumenta il tasso di risparmio s e conseguentemente se aumentano gli investimenti. Il che non è vero in base ai dati empirici secondo cui un elevato tasso di investimento non è garanzia di un alto tenore di vita.
Inoltre secondo il modello il tasso di crescita del PIL è costante per tutte le economie e risulta pari ad a infatti:
{\displaystyle {\dfrac {{\frac {Y_{t+1}}{N_{t+1}}}-{\frac {Y_{t}}{N_{t}}}}{\frac {Y_{t}}{N_{t}}}}=a}
ma in base ai dati empirici risulta che il tasso di crescita del PIL pro capite aumenta con gli investimenti e non risulta costante per tutte le economie.

## Verifiche empiriche
Nel continuo invece di un'equazione alle differenze il modello di Solow dà un'equazione differenziale che ha la seguente forma:
{\displaystyle {\frac {1}{QL}}{\dfrac {dK(t)}{dt}}=s\left({\dfrac {K(t)}{QL}}\right)^{\alpha }-(a+n+\tau ){\dfrac {K(t)}{QL}}}
Nello stato stazionario si ha:
{\displaystyle {\frac {1}{QL}}{\dfrac {dK(t)}{dt}}=0}
pertanto risolvendo l'equazione esponenziale si ottiene il valore precedentemente trovato di {\displaystyle {\dfrac {K(t)}{QL}}} nello stato stazionario che risulta uguale a:
{\displaystyle \left({\dfrac {s}{a+n+\tau }}\right)^{\frac {1}{1-\alpha }}}
e per il PIL procapite nello stato stazionario usando i logaritmi si ottiene:
{\displaystyle \ln \left({\frac {Y}{L}}\right)=\ln(Q_{o})+{\frac {\alpha }{1-\alpha }}\ln(s)-{\frac {\alpha }{1-\alpha }}\ln(n+a+\tau )}
Mankiw, Romer e Weil nel 1992 notarono che {\displaystyle {\frac {\alpha }{1-\alpha }}=1{,}42\quad \alpha =0{,}59} mentre {\displaystyle \alpha } dovrebbe essere circa 0,33 quindi gli autori pensarono di cambiare la funzione di produzione in
{\displaystyle {\dfrac {Y(t)}{QL}}=\left({\dfrac {K(t)}{QL}}\right)^{\alpha }\left({\dfrac {H(t)}{QL}}\right)^{\beta }}
dove H(t) è il capitale umano che può essere considerato come "il livello generale delle capacità e abilità di un individuo" (Lucas 1988) che si suppone si comporti come il capitale economico. In tal modo si ottengono le equazioni di differenziali:
{\displaystyle {\dfrac {dk(t)}{dt}}=s_{k}k^{\alpha }h^{\beta }-(n+a+\tau )k}
{\displaystyle {\dfrac {dh(t)}{dt}}=s_{h}k^{\alpha }h^{\beta }-(n+a+\tau )h}
Nello stato stazionario si ha:
{\displaystyle {\dfrac {dk(t)}{dt}}=0}
{\displaystyle {\dfrac {dh(t)}{dt}}=0}
Risolvendo il sistema di equazioni esponenziali si ottengono ad esempio ricavando {\displaystyle h^{\beta }\quad e\quad h} dalla prima e sostituendoli nella seconda si ottengono i due valori stazionari di h e k cioè:
{\displaystyle k_{*}=\left({\dfrac {s_{k}^{1-\beta }s_{h}^{\beta }}{n+a+\tau }}\right)^{\frac {1}{1-\alpha -\beta }}}
{\displaystyle h_{*}=\left({\dfrac {s_{k}^{\alpha }s_{h}^{1-\alpha }}{n+a+\tau }}\right)^{\frac {1}{1-\alpha -\beta }}}
Stimando con i logaritmi questi valori si ottiene {\displaystyle \alpha =0{,}3} quindi una versione del modello di Solow estesa con il capitale umano è plausibile, anche perché i modelli esogeni sono coerenti con l'evidenza empirica secondo cui paesi che hanno parametri simili s,a,n ecc. tendono a convergere verso stati stazionari simili,ma non totalmente soddisfacente in quanto il tasso di crescita del Pil rimane uguale per tutte le economie. I modelli di crescita endogena risolvono quest'ultimo problema ma non quello della convergenza di economie simili verso stati stazionari simili.

## Carrellata storica

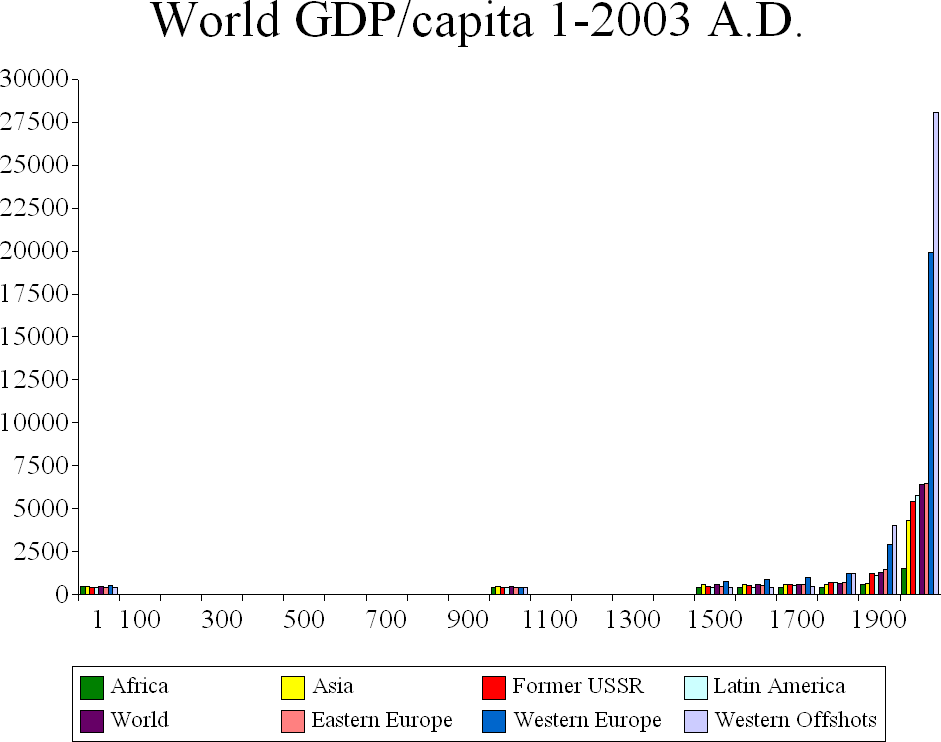
Prodotto interno lordo pro capite nella storia (le zone vuote indicano mancanza di dati)

La crescita economica è un punto di vista economico relativamente recente che si è venuto via via affermando in epoca moderna; con l'avvento degli stati-nazione e della classe borghese, infatti, si iniziò a pensare che l'economia potesse crescere, producendo via via sempre più surplus, da impiegare nelle attività più svariate. L'idea di una progressiva crescita del surplus si accompagna naturalmente al progressivo abbandono di un sistema sociale basato sulla terra.
Quando cioè gli stati e i sovrani iniziarono a non contare la propria forza e ricchezza a partire da quanta terra possedessero (e il numero di persone ad essa legata tramite l'agricoltura) l'idea che questa ricchezza potesse evolvere ha preso sempre più piede.
A tale proposito John Law teorizzò agli inizi del XVIII secolo probabilmente la prima possibile applicazione del concetto di moneta fiduciaria, basata però sulla quantità di terra posseduta dal sovrano e non sulla quantità d'oro presente nei forzieri di qualche banca; ancora nel 1700 infatti la grande ricchezza era la terra, la popolazione che la lavorava e che eventualmente poteva essere arruolata dai sovrani per poterne conquistare altra.
Ma è sempre nel 1700 che via via si affaccia un'altra idea di economia ed entra nella storia il concetto di crescita economica. Si affaccia in quest'epoca il mercantilismo, una politica economica che prevalse in Europa dal XVI al XVIII secolo, basata sul concetto che la potenza di una nazione sia accresciuta dalla prevalenza delle esportazioni sulle importazioni. Nelle società europee di quei secoli, dietro gli aspetti di uniformità del mercantilismo, furono attuate differenti politiche a seconda della specializzazione economica naturale (agricola, manifatturiera, commerciale) e all'idea di ricchezza (oro, popolazione, bilancia commerciale).
Il moderno concetto di crescita economica si definì meglio proprio a partire dalla critica di alcuni aspetti delle politiche mercantilistiche, a loro volta evoluzione dell'idea di ricchezza basata soltanto sulla terra.
In particolare i fisiocratici e i pensatori illuministi come David Hume e Adam Smith diedero un forte contributo alla ridefinizione di crescita economica, i primi indicarono alcuni passaggi essenziali dei processi di accumulazione, pur rimanendo fortemente ancorati all'economia della terra, i secondi diedero il via ad un'idea di economia basata sulla manifattura e le industrie. Sempre nello stesso periodo viene sottolineato un altro aspetto della crescita che è il commercio, in particolare possiamo riferirci al pensiero di David Ricardo per il quale ogni stato dovrebbe cercare di importare quei beni prodotti ottimamente all'estero concentrandosi in una produzione specifica nella quale risulta, per caratteristiche orografiche, storiche, culturali, particolarmente dotato. L'abbandono di qualunque idea di autarchia che deriva dal pensiero di Ricardo conferisce al commercio un ruolo base nella riduzione dei costi e dunque in ultima analisi dell'ottimizzazione economica per porterebbe a migliorare progressivamente la ricchezza delle nazioni.
Avvicinandoci di più a tempi recenti possiamo ricordare in questa carrellata sul concetto di crescita economica il modello di Solow e Swan, che mira ad indicare quali siano le relazioni tra lavoro, capitale, livelli di investimenti e output economico. In questo modello viene dato un ruolo centrale alle scoperte tecnologiche utili per diminuire i costi di produzione, uniche vere leve del progresso economico, ancor più dell'accumulazione di capitale.
Possiamo sottolineare una tendenza di lungo periodo secondo la quale la terra viene via via abbandonata come sorgente unica di ricchezza dal momento in cui essa riesce a fornire beni di prima necessità con relativa abbondanza.
Prima della rivoluzione industriale infatti la crescita della ricchezza pro capite era essenzialmente piatta, possiamo infatti definire questo periodo come malthusiano, in quanto le relazioni essenziali tra ricchezza e popolazione potevano essere descritte dalla teoria di Thomas Malthus secondo la quale ogni crescita in economia si tradurrebbe in una crescita della popolazione tale che, dal punto di vista individuale, la crescita stessa verrebbe sterilizzata.
Il grande cambiamento si ebbe a seguito della rivoluzione industriale, con la quale innovazioni mediche, la crescita delle aspettative di vita, la diminuzione della mortalità infantile e la possibilità per molti di affrancarsi dalla vita agricola produssero uno sconvolgimento delle relazioni tra economia e popolazione.
Il processo di industrializzazione tende infatti a rompere i legami tradizionali tra terra e popolazione, tra ricchezza e struttura della popolazione e crescita economica.
La ricchezza diventa dunque la possibilità di possedere beni, di usare servizi per fasce via via sempre più ampie della popolazione.
Dal 1987 col Premio Nobel all'economia assegnato alla teoria della crescita di Robert Solow, si stabiliva che il rendimento da lavoro insieme al capitale in macchinari era pari solo al 14% della crescita economica. Il fisico Reiner Kümmel (Università di Würzburg) e l'economista Robert Ayres (INSEAD) attribuivano il restante 86% «alla crescente efficienza termodinamica con cui l'energia e le materie prime vengono convertite in lavoro utile». In pratica proprio all'«energia».

## Misurazione
La crescita solitamente viene misurata in termini di PIL (prodotto interno lordo) e vuole indicare la crescita dell'economia di un paese, misurata secondo il fatturato nazionale generale e secondo la vigente bilancia dei pagamenti tra paesi diversi, convenzionalmente disposti secondo una scala gerarchica di competizione tra un primato ed altre posizioni. La crescita del PIL equivale al tasso di crescita di produzione interna più la produzione ottenuta utilizzando i capitali stranieri. Non si calcola la produzione nazionale in paesi esteri.
Questo termine è stato sempre attribuito al contesto geografico dello stato-nazione ma impiegato negli ultimi anni anche in contesti geografici più grandi (crescita dell'economia mondiale) e anche più piccoli (crescita dell'economia di una regione).
Sovente è stato spesso fatto riferimento a questo termine come ad un sinonimo di sviluppo, ma nell'attuale dibattito, ancora in corso, la crescita economica viene vista soltanto come un singolo aspetto dello sviluppo di un territorio.

## Critiche
Secondo i teorici dello sviluppo sostenibile e il movimento per la decrescita, la crescita economica viene anche definita come un'aberrazione dell'ideologia neoliberista che vede nella corsa all'accumulazione capitalista e alla produzione una finalità che trascura i limiti dello sviluppo, dettati dalla povertà, dalla diffusione delle malattie e dal depauperamento continuo delle risorse del pianeta che prima o poi arriverebbero ad intaccare il normale funzionamento dell'economia capitalistica, con un conseguente stallo generale del sistema.

### Possibilità di crescita economica infinita

Le risorse naturali fluiscono attraverso l'economia e finiscono come rifiuti e inquinamento

L'economia ecologica critica la possibilità di una crescita economica infinita, però gli attuali modelli economici suggeriscono che l'economia può crescere continuamente come una macchina a moto perpetuo. Tuttavia, secondo le leggi della termodinamica, le macchine a moto perpetuo non esistono. La prima Legge ci dice che la materia e l'energia non possono essere create o distrutte, e la seconda legge della termodinamica dice che la materia e l'energia si muovono da uno stato di bassa entropia, utile, verso uno stato di entropia superiore, meno utile. Pertanto, nessun sistema può continuare senza input di nuova energia espulsa come rifiuti ad alta entropia. Proprio come nessun animale può vivere dei propri rifiuti, nessuna economia può riciclare i rifiuti che produce senza l'apporto di nuova energia per riprodursi.
La materia e l'energia entrano nell'economia sotto forma di capitale naturale a bassa entropia, come l'energia solare, i pozzi petroliferi, la pesca e le miniere. Questi materiali ed energia sono utilizzati dalle famiglie e dalle aziende per creare prodotti e ricchezza. Dopo che il materiale è esaurito, l'energia e la materia lasciano l'economia sotto forma di rifiuti ad alta entropia che non sono più preziosi per l'economia. I materiali naturali che alimentano il movimento del sistema economico dall'ambiente e i rifiuti devono essere assorbiti dal più ampio ecosistema in cui esiste l'economia.
Non si può ignorare che l'economia richiede intrinsecamente risorse naturali e la creazione di rifiuti che devono essere in qualche modo assorbiti. L'economia può continuare a ribollire solo se ha materia ed energia per alimentarla e la capacità di assorbire i rifiuti che crea. Questa materia, l'energia a bassa entropia e la capacità di assorbire i rifiuti esistono in una quantità finita, e quindi c'è una quantità finita di flusso di input come di flusso di output che l'ambiente può gestire, il che implica che esiste un limite sostenibile al movimento, e quindi crescita, dell'economia.